# 가시와자키-지바 구조선

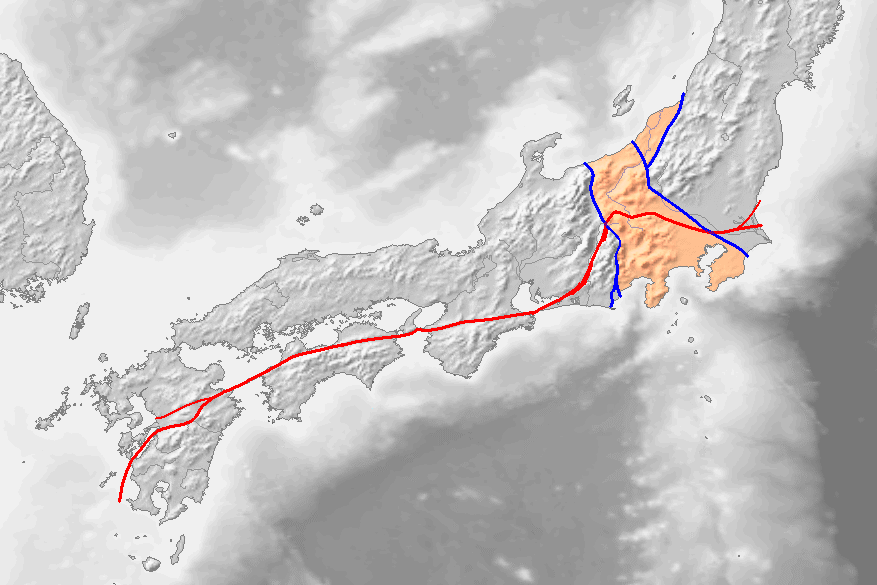
오른쪽의 파란 선이 가시와자키-지바 구조선이다.

가시와자키-지바 구조선(柏崎千葉構造線)은 니가타현 가시와자키시에서 지바현에 이르는 대단층선이다.
1886년에 포사 마그나의 이름을 명명한 하인리히 에드먼드 나우만은 포사마그나의 동쪽 경계가 니가타현 조에쓰시와 가나가와현 히라쓰카시를 잇는 선이라고 생각했다. 그러나 이후 구조선의 위치는 점차 동쪽으로 추정되었다. 1970년 야마시타 노보루(山下昇)는 가시와자키와 지바를 잇는 선인 신에쓰보마메 대(信越房豆帯)설을 발표하였다. 1976년에는 다나구라 구조선(棚倉構造線)을 동쪽 경계로 하는 설이 발표되었다. 1988년에는 가토 요시테루(加藤芳輝)가 조에쓰 조시 선(上越銚子線)을 발표하였다. 이후에도 여러 설이 발표되었으며, 동쪽 경계에 대해서는 확정된 결론이 없다.
2004년의 니가타 현 주에쓰 지진의 원인으로 추정되기도 하였으며 실제 조사도 이루어졌으나, 그러한 증거는 발견되지 않았다.
또한 이 구조선은 C급 활성단층(평균 변위 1만년 이상에 1cm～10cm 미만)에도 포함되지 않는 비활성단층이다.